# Chika Chukwumerije
Chika Yagazie Chukwumerije (30 dicembre 1983) è un taekwondoka nigeriano.

## Palmarès
- Giochi olimpici

Pechino 2008: bronzo negli 80 kg maschili.
- Giochi panafricani

Abuja 2003: bronzo negli 80 kg maschili.
Algeri 2007: oro negli 80 kg maschili.
Maputo 2011: argento negli 80 kg maschili.